# Putstoel

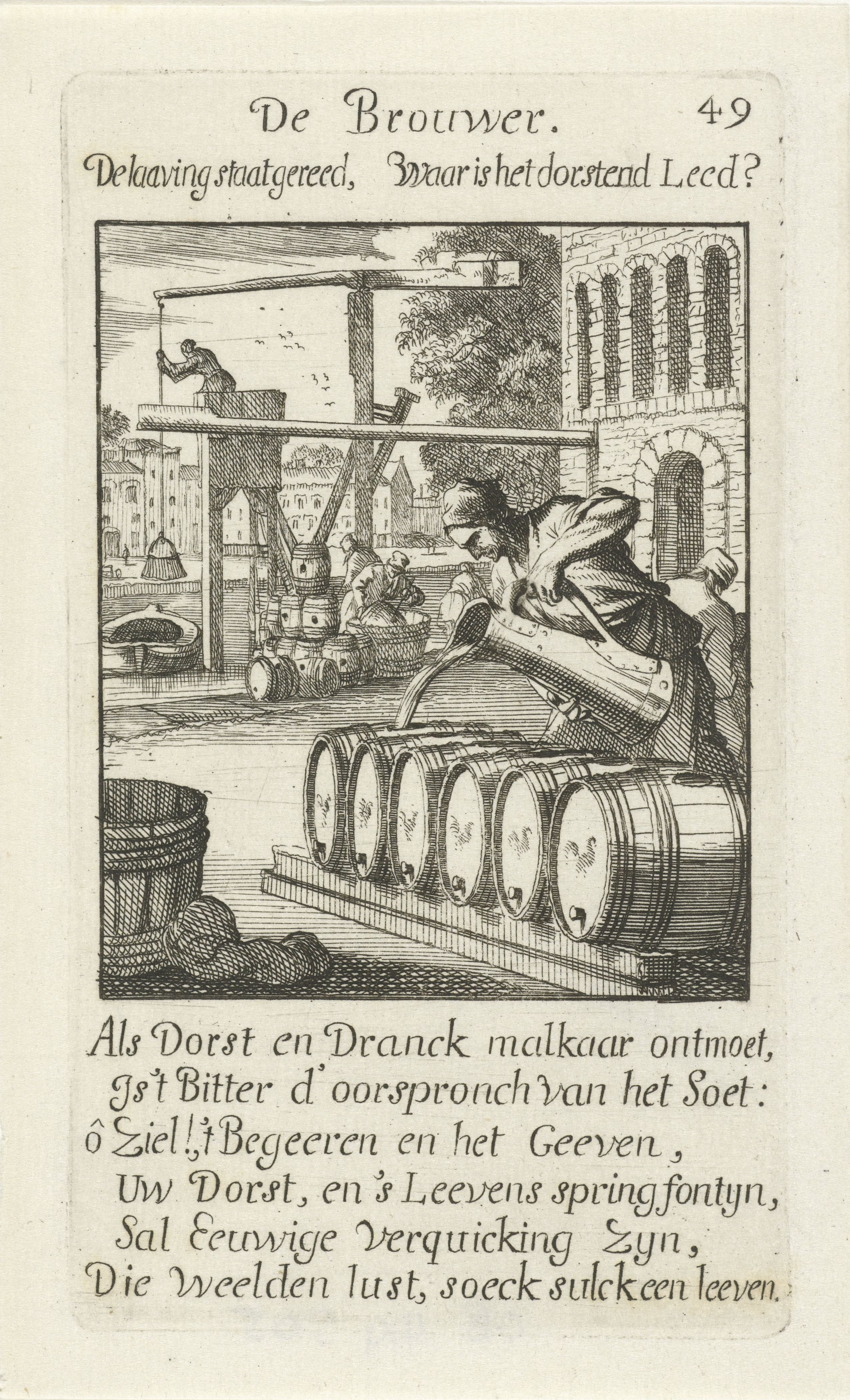
De Brouwer (1694)

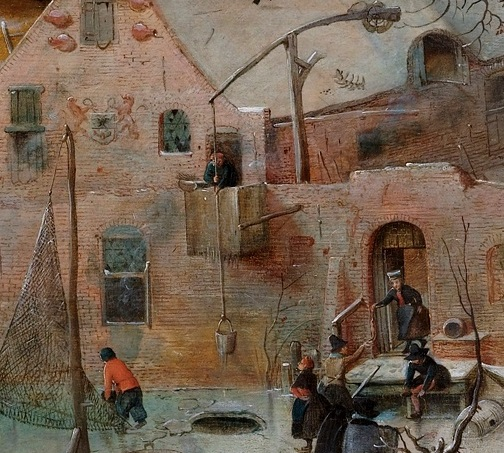
Detail van Winterlandschap met schaatsers’’ van Hendrick Haverkamp

Een putstoel is een hijsinrichting om water uit een gracht te putten. Andere benamingen zijn bierpaal, putgalg, sprengel, stender of hengel. Putstoelen werden gebruikt voor spoelwater of bluswater, maar stonden vooral bij bierbrouwerijen.
De putter stond op een verhoging, deze “stoel” kon met een trap worden beklommen. Op de hoge paal naast de stoel was een liggende balk bevestigd. De balk liep aan de waterzijde taps toe en was aan de walzijde dikker en zwaarder. Ook werd aan de dikke zijde wel een contragewicht aangebracht. Deze balk was aan waterzijde verbonden met een lederen aker of putsemmer aan een ketting. De kantelbare balk was ook draaibaar. Zo kon de 'putter' de lege aker eenvoudig in het water laten zakken om vervolgens de gevulde aker weer op te halen en naar de kant draaien.
Op schilderingen uit de 17e en 18e eeuw staan putgalgen afgebeeld. Sommige putstoelen waren voorzien van een katrol. Er bestonden ook overdekte putstoelen die bescherming boden tegen weer en wind.

## Bierbrouwerijen
Putstoelen werden veel gebruikt bij bierbrouwerijen. Bierbrouwerijen stonden meestal aan het water. Het water voor de brouwerijen werd rechtstreeks uit het oppervlaktewater gehaald, of het werd met waterschuiten aangevoerd. Vanuit de waterschepen werden de met water gevulde tonnen met de putgalg uit de schepen gehesen.
In Amersfoort stonden de putgalgen aan de oostzijde van de stad omdat het water uit de beken die van de Veluwe kwamen aan de oostzijde het schoonst was. Het water was het diepst in het midden van de beken en grachten. Doordat daar meer stroming was, was het water daar minder verontreinigd. Het water uit de naar de wal gehevelde emmer werd geleegd in een schuin aflopende trog. Via deze goot liep het water door de zwaartekracht in de verzamelton van de brouwerij. Water scheppen was een arbeidsintensief werk en nam veel tijd. Tegen het einde van de 18e eeuw werd door brouwerijen gebruik gemaakt van pompen. 
In 2020 werd in Dokkum nog een nieuwe bierpaal geplaatst als herinnering aan de verdwenen brouwerijen in de stad.